# Mythimna l-album
Mythimna l-album là một loài bướm đêm trong họ Noctuidae.